# 日本女子フットサルリーグ
日本女子フットサルリーグは、日本サッカー協会と日本フットサルトップリーグが主催する女子フットサルの全国リーグである。愛称は『WOMEN'S F.LEAGUE』。

## 概要
2016年7月14日、日本女子フットサルリーグの創設が正式発表され、その初回である日本女子フットサルリーグ  2016プレ大会の参加クラブや開催日程などが発表された。2016プレ大会には6チームが参加し、2016年10月9日から2017年1月15日まで開催された。ゼビオアリーナ仙台、テバオーシャンアリーナ、エコパアリーナ、浜松アリーナを会場とし、セントラル方式による1回戦総当たりリーグ戦で行われた。5チームは関東女子フットサルリーグなどの地域リーグから参加し、府中アスレティックFCプリメイラのみは都道府県リーグからの参加となった。
2018年6月からオフィシャルサポーターにガールズバンド・たけやま3.5が就任、加えて2019-2020年シーズンからはリーグタイトルスポンサーとなり、「たけやま3.5 Presents 日本女子フットサルリーグ2019/2020 supported by GAViC」となる。

## 沿革
- 2016年
  - 7月14日、JFA理事会で承認された日本女子フットサルリーグ創設を発表。
  - 9月8日、プレ大会開催概要を発表。
- 2017年
  - エスポラーダ北海道イルネーヴェ が参入。
- 2018年
  - 流通経済大学メニーナ龍ヶ崎 が参入。
  - GAViC がリーグタイトルスポンサーとなる。
- 2019年
  - たけやま3.5がリーグタイトルスポンサーとなる。
  - MyCujoo による全試合インターネットライブ配信が決定。
  - 8月7日、翌2020シーズンのフウガドールすみだレディース（東京都）、SWH Ladies 西宮 Futsal Club（兵庫県）、MINERVA（山口県）参入を発表[5]。
- 2020年
  - 2019シーズンに続き、MyCujoo での配信が決定。
- 2021年
  - スポーツ配信サービス SPOZONE（現・SPOTV NOW） での配信が決定。[6]
- 2022年
  - 4月、日本フットサルリーグとともに日本フットサル連盟から独立し一般社団法人日本フットサルトップリーグを設立[7]。
  - 12月23日、翌2023-2024シーズンのアニージャ湘南（神奈川県）参入を発表[8]。

## 参加チーム
クラブ名は日本女子フットサルリーグ公式サイトの「呼称」によるものとし、正式名称が別に存在する場合はかっこに示した。

### 2024-25シーズン参加チーム
| クラブ名                                  | 本拠地                   | 参加年 | 備考                                                           |
| ----------------------------------------- | ------------------------ | ------ | -------------------------------------------------------------- |
| エスポラーダ北海道イルネーヴェ            | 北海道札幌市             | 2017-  |                                                                |
| 流経大メニーナ龍ヶ崎                      | 茨城県龍ケ崎市           | 2018-  |                                                                |
| さいたまサイコロ （さいたまSAICOLO）      | 埼玉県さいたま市         | 2016-  | 2016年は「SAICOLO」の名称で参加                                |
| バルドラール浦安ラス・ボニータス          | 千葉県浦安市             | 2016-  |                                                                |
| フウガドールすみだレディース              | 東京都墨田区             | 2020-  |                                                                |
| 立川アスレティックFCレディース            | 東京都立川市             | 2016-  | 2022年までは｢立川・府中アスレティックFCレディース｣の名称で参加 |
| アニージャ湘南                            | 神奈川県茅ヶ崎市・寒川町 | 2023-  |                                                                |
| 福井丸岡ラック （福井丸岡RUCK）           | 福井県坂井市             | 2016-  |                                                                |
| SWH レディース 西宮 (SWH西宮 Futsal Club) | 兵庫県西宮市             | 2020-  |                                                                |
| アルコ神戸 （arco KOBE）                  | 兵庫県神戸市             | 2016-  | 2019年までは｢アルコイリス神戸｣の名称で参加                     |
| ミネルバ宇部 (MINERVA宇部)                | 山口県宇部市             | 2020-  |                                                                |

### かつて参加していたチーム
| クラブ名                                                       | 本拠地       | 参加年    | 備考                                       |
| -------------------------------------------------------------- | ------------ | --------- | ------------------------------------------ |
| アスレジーナユニアオあいち一宮 （アスレジーナUNIAOあいち一宮） | 愛知県一宮市 | 2016-2020 | 以前は「ユニアオレディース」の名称で参加。 |

## 記録・表彰

### シーズン成績
プレーオフ結果を踏まえた成績上位3チームのみ掲載。
| 回   | シーズン | 優勝                             | 準優勝                           | 3位                            | 備考                                |
| ---- | -------- | -------------------------------- | -------------------------------- | ------------------------------ | ----------------------------------- |
| プレ | 2016-17  | 福井丸岡RUCK                     | アルコイリス神戸                 | さいたまSAICOLO                |                                     |
| 1    | 2017-18  | アルコイリス神戸                 | 府中                             | 福井丸岡RUCK                   |                                     |
| 2    | 2018-19  | アルコイリス神戸                 | さいたまSAICOLO                  | 府中アスレティックFC           |                                     |
| 3    | 2019-20  | アルコイリス神戸                 | バルドラール浦安ラス・ボニータス | 福井丸岡RUCK                   |                                     |
| 4    | 2020-21  | バルドラール浦安ラス・ボニータス | 立川・府中アスレティックFC       | SWHレディース西宮              | プレーオフ開催せず                  |
| 5    | 2021-22  | バルドラール浦安ラス・ボニータス | SWHレディース西宮                | 立川・府中アスレティックFC     | プレーオフは1位-2位の決勝戦のみ開催 |
| 6    | 2022-23  | バルドラール浦安ラス・ボニータス | アルコイリス神戸                 | 立川アスレティックFCレディース |                                     |
| 7    | 2023-24  | バルドラール浦安ラス・ボニータス | SWHレディース西宮                | アルコイリス神戸               |                                     |

### 特別表彰
チーム表彰
- フェアプレー賞
  - バルドラール浦安 (2017)
  - アルコイリス神戸（2018, 2019）
  - 流経大メニーナ龍ケ崎（2020,2021,2023）
  - ミネルバ宇部 (2022)

個人表彰
- 得点王
  - 江口　未珂（2017, 2018, 2020, 2021）
  - 加藤　正美（2019）
  - 斉下　遼音（2022）
  - 江川　涼（2023）

## 各年の詳細

### 2016年度
6チームが参加し、1回総当たりで行われた。
| 節    | 日付                     | 開催地                           |
| ----- | ------------------------ | -------------------------------- |
| 第1節 | 2016年10月9日（日）      | ゼビオアリーナ仙台（宮城県）     |
| 第2節 | 2016年10月10日（月・祝） | ゼビオアリーナ仙台（宮城県）     |
| 第3節 | 2016年10月16日（日）     | テバオーシャンアリーナ（愛知県） |
| 第4節 | 2016年11月27日（日）     | エコパアリーナ（静岡県）         |
| 第5節 | 2017年1月15日（日）      | 浜松アリーナ（静岡県）           |

### 2017年度
7チームが参加し、1回総当たり戦→上位3チームによるプレーオフ、という形式で行われた。

### 2018年度
8チームが参加し、1回総当たり戦→上位3チームによるプレーオフ、という形式で行われた。

### 2019年度
8チームが参加し、1回総当たり戦→上位3チームによるプレーオフ、という形式で行われる。
| 節               | 日付                             | 開催地                                                                          |
| ---------------- | -------------------------------- | ------------------------------------------------------------------------------- |
| 第1節            | 2019年6月8日（土）               | 流通経済大学龍ケ崎キャンパス（茨城県）                                          |
| 第2節            | 2019年6月29日（土）－30日（日）  | 福井県営体育館（福井県）                                                        |
| 第3節            | 2019年7月27日（土）－28日（日）  | 北海きたえーる（北海道）                                                        |
| 第4節            | 2019年9月15日（日）              | グリーンアリーナ神戸（兵庫県）                                                  |
| 第5節            | 2019年10月26日（土）－27日（日） | サイデン化学アリーナ（埼玉県）                                                  |
| 第6節            | 2019年11月23日（土）－24日（日） | 一宮市総合体育館 DIADORAアリーナ（愛知県）                                      |
| 第7節            | 2019年12月21日（土）－22日（日） | 12月21日 アリーナ立川立飛（東京都） 12月22日 浦安市運動公園総合体育館（千葉県） |
| プレーオフ準決勝 | 2020年1月18日（土）－19日（日）  | 駒沢オリンピック公園総合運動場体育館                                            |
| プレーオフ決勝   | 2020年1月25日（土）－26日（日）  | 武田テバオーシャンアリーナ                                                      |